# Miltochrista pulcherrima
Miltochrista pulcherrima är en fjärilsart som beskrevs av Otto Staudinger 1887. Miltochrista pulcherrima ingår i släktet Miltochrista och familjen björnspinnare. Inga underarter finns listade i Catalogue of Life.